# ديشار بوشناني
ديشار بوشناني (الاسم العلمي:Pteris buchananii) هو نوع من النبات يتبع جنس الديشار من الفصيلة الديشارية.